# حملة القوقاز (1735)
كانت حملة القوقاز في الفترة 1734-1735 آخر حملة كبيرة في الحرب العثمانية الفارسية (1730-1735) والتي انتهت بانتصار فارسي سمح لنادر بإعادة صياغة الهيمنة الفارسية على كامل منطقة القوقاز تقريبًا، إذ أعاد احتلالها لصالح الدولة الصفوية.

## السياق الاستراتيجي
وقعت القوقاز تحت سيطرة العثمانيين منذ عام 1722 مع انهيار الدولة الصفوية. كان الهدف الأول من الحملة هو استعادة خانات شروان، مع عاصمتها شماخي التي سقطت في أغسطس عام 1734 ما أتاح للقوات الفارسية السير غربًا وفرض الحصار على غانجا. أمّنت أبراج غانجا المحصّنة بالإضافة إلى حاميتها التي تضم 14 ألف جندي دفاعًا هائلًا. بعد أن اشتبك طهماسب خان جلاير مع قوة مشتركة من العثمانيين وتتار القرم ودحرها في جنوب شرق القوقاز، قطع نادر خط تراجعهم إلى الغرب موجّهًا إليهم ضربة أخرى مدمّرة، ما أدى إلى تفريقهم في الجبال شمالًا.
جعلت الجبالُ الواقعة إلى الشمال في أفاريستان اللحاقَ بالعدو المهزوم احتمالًا مرعبًا خاصة بالنظر إلى اقتراب فصل الشتاء، لذلك اختار نادر التوجه غربًا ومحاصرة غانجا حيث بذل جهدًا مكثّفًا للاستيلاء على القلعة المنيعة بشكل مدهش. كانت المدفعية الفارسية لا تزال تفتقر بشدة لمدافع الحصار القوية وتألفت في معظمها من البطاريات الميدانية التي كانت فعالة في المعارك ولكنها غير قادرة على إحداث ضرر كبير في أسوار المدينة والأبراج المحصّنة.
بعد فشل مدفعية الحصار، أرسل الفرس المهندسين العسكريين للحفر تحت الأرض من أجل الوصول إلى جدران القلاع من الأسفل ولكن الأتراك تلقوا تقارير استخبارية في الوقت المناسب تكشف عن نية المحاصرين. اعترض الفرس والعثمانيون ممرات بعضهم أثناء الحفر، حيث تواجهوا بالقتال بالأيدي. تمكن الفرس من تفجير ست عبوات وقتل 700 من المدافعين العثمانيين ولكنهم لم ينجحوا في تحقيق هدفهم الرئيسي المتمثل في تدمير جدران القلاع. فقد الفرس أيضًا من 30 إلى 40 رجلًا تقريبًا.
حاصر نادر يريفان وتبليسي مجبرًا العثماني «ساراسكار» كوبريللي باشا على الرد. وجدت إسطنبول أن المفاوضات الأولية التي أجراها أحمد باشا، حاكم بغداد العثمانية، غير مرضية وأرسلت جيشًا هائلًا يتكون من 50 ألف من سلاح الفرسان و30 ألف انكشاري و40 مدفع بقيادة كوبريللي باشا من أجل الدفاع عن الممتلكات العثمانية في المنطقة.

## معركة يغوارد
بعد أن حاصر نادر العديد من المدن والحصون الرئيسية في المنطقة، ترقّب وصول الجيش الرئيسي بقيادة كوبريللي باشا الذي يضم قرابة 130 ألف رجل -وفقًا لمؤرخ البلاط ميرزا مهدي أسترابادي- ما دفع نادر إلى جمع مقدّمة جيشه التي تضم نحو 15 ألف رجل والزحف بهم غربًا للاشتباك مع جيش الإغاثة بقيادة كوبريللي باشا. في الوقت الذي وصل فيه الجيش الفارسي الرئيسي البالغ عدده 40 ألف إلى مسرح معركة، هزم نادر العثمانيين -على الرغم من الفرق الهائل في الأعداد- ما أجبر إسطنبول أخيرًا على توقيع سلام يعترف بالسيطرة الفارسية على القوقاز والحدود في بلاد ما بين النهرين التي سبق أن وافقت عليها في معاهدة زهاب.
قدمت الهزيمة الساحقة في يغوارد سببًا مقنعًا لانسحاب تتار القرم البالغ عددهم 50 ألفًا، والذين أمرهم السلطان التركي بالسير جنوبًا على طول ساحل البحر الأسود المنحدر إلى القوقاز من أجل مساعدة قوات كوبريللي باشا.